# Draško Nenadić
Draško Nenadić; serbs. Драшко Ненадић; (ur. 15 lutego 1990 w Belgradzie) – serbski piłkarz ręczny, reprezentant kraju grający na pozycji lewego rozgrywającego. Od sezonu 2013/14 występuje w Bundeslidze, w drużynie SG Flensburg-Handewitt.

## Życie prywatne
Jego ojcem jest Velibor Nenadić, były reprezentant Jugosławii w piłce ręcznej. Jest młodszym bratem Petara, szczypiornisty reprezentacji Serbii. Jego szwagierką jest Jelena Nikolić, serbska siatkarka.

## Sukcesy
Mistrzostwa Serbii:
- -  2008
  -  2010
  -  2009

Superpuchar Niemiec:
- -  2013